# Koji Funamoto
Koji Funamoto, född 12 augusti 1942 i Hiroshima prefektur, Japan, är en japansk tidigare fotbollsspelare.